# Larentia cinerearia
Larentia cinerearia är en fjärilsart som beskrevs av Doubleday 1843. Larentia cinerearia ingår i släktet Larentia och familjen mätare. Inga underarter finns listade i Catalogue of Life.